# Флаурной (Каліфорнія)
Флаурной (англ. Flournoy) — переписна місцевість (CDP) в США, в окрузі Техама штату Каліфорнія. Населення — 117 осіб (2020).

## Географія
Флаурной розташований за координатами 39°55′42″ пн. ш. 122°26′46″ зх. д. / 39.92833° пн. ш. 122.44611° зх. д. (39.928357, -122.446164).  За даними Бюро перепису населення США в 2010 році переписна місцевість мала площу 15,01 км², уся площа — суходіл.

## Демографія
Згідно з переписом 2010 року, у переписній місцевості мешкала 101 особа в 43 домогосподарствах у складі 32 родин. Густота населення становила 7 осіб/км².  Було 51 помешкання (3/км²).
Расовий склад населення:
| - 89,1 % — білих - 3,0 % — азіатів - 2,0 % — вихідців з тихоокеанських островів - 1,0 % — корінних американців - 4,0 % — осіб інших рас |

До двох чи більше рас належало 1,0 %. Частка іспаномовних становила 8,9 % від усіх жителів.
За віковим діапазоном населення розподілялося таким чином: 18,8 % — особи молодші 18 років, 61,4 % — особи у віці 18—64 років, 19,8 % — особи у віці 65 років та старші. Медіана віку мешканця становила 48,9 року. На 100 осіб жіночої статі у переписній місцевості припадало 90,6 чоловіків;  на 100 жінок у віці від 18 років та старших — 95,2 чоловіків також старших 18 років.
Середній дохід на одне домашнє господарство  становив 54 113 долари США (медіана — 55 625), а середній дохід на одну сім'ю — 55 708 доларів (медіана — 57 500). За межею бідності перебувало 40,3 % осіб, у тому числі 61,1 % дітей у віці до 18 років та 6,7 % осіб у віці 65 років та старших.
Цивільне працевлаштоване населення становило 40 осіб. Основні галузі зайнятості: освіта, охорона здоров'я та соціальна допомога — 30,0 %, сільське господарство, лісництво, риболовля — 25,0 %, мистецтво, розваги та відпочинок — 20,0 %.